# كهف النهر الجوفي
كهف النهر الجوفي (بالإنجليزية: Lost River Cave)‏؛ هو كهف يقع في مقاطعة وارين في الولايات المتحدة.

## السياحة
يعد «كهف النهر الجوفي» أحد مواقع الجذب السياحي في مقاطعة وارين في ولاية كنتاكي الأمريكية.